# Liste der Monuments historiques in Mont-devant-Sassey
Die Liste der Monuments historiques in Mont-devant-Sassey führt die Monuments historiques in der französischen Gemeinde Mont-devant-Sassey auf.

## Liste der Immobilien
| Bezeichnung                       | Beschreibung | Standort                       | Kennzeichnung | Schutzstatus | Datum | Bild           |
| --------------------------------- | --- | ------------------------------ | ------------- | ------------ | ----- | -------------- |
| Mairie-Lavoir                     | ehemalige Bürgermeisterei mit Waschhaus im Sockelgeschoss, von 1826 bis 1829 erbaut, Architekt Joseph-Théodore Oudet | 2 rue dAndenne (Lage)          | PA55000015    | Inscrit      | 1998  |                |
| Kirche Notre-Dame-de-l’Assomption | ab dem 13. Jahrhundert                                                                                               | Chemin de la Grande Are (Lage) | PA00106585    | Classé       | 1875  | weitere Bilder |

## Liste der Objekte
| Bezeichnung                                                | Beschreibung                                                                                            | Standort                                        | Kennzeichnung | Schutzstatus | Datum | Bild |
| ---------------------------------------------------------- | --- | ----------------------------------------------- | ------------- | ------------ | ----- | ---- |
| Epitaph für Gabriel Person                                 | Marmor, bezeichnet 1770                                                                                 | in der Kirche Notre-Dame-de-l’Assomption (Lage) | PM55001029    | Classé       | 1994  |      |
| Skulptur Thronende Madonna mit Kind                        | Holz, farbig gefasst, 13. Jahrhundert; im Musée de la Princerie in Verdun deponiert (Abbildung: Kopie)  | in der Kirche Notre-Dame-de-l’Assomption (Lage) | PM55000418    | Classé       | 1913  |      |
| Epitaph für Jean François Galopin                          | Marmor, bezeichnet 1736                                                                                 | in der Kirche Notre-Dame-de-l’Assomption (Lage) | PM55001028    | Classé       | 1994  |      |
| Skulptur Heiliger Vinzenz                                  | Stein, farbig gefasst, 17. Jahrhundert                                                                  | in der Kirche Notre-Dame-de-l’Assomption (Lage) | PM55000421    | Classé       | 1961  |      |
| Skulptur Sitzende Madonna mit Kind                         | Holz, farbig gefasst, vor 1446; im Musée de la Princerie in Verdun deponiert                            | in der Kirche Notre-Dame-de-l’Assomption (Lage) | PM55000419    | Classé       | 1913  |      |
| Grabstein für Pierre Quarré                                | Kalkstein, bezeichnet 1518                                                                              | in der Kirche Notre-Dame-de-l’Assomption (Lage) | PM55001026    | Classé       | 1994  |      |
| Wandgemälde Martyrium des heiligen Quintinus               | aus dem 16. Jahrhundert                                                                                 | in der Kirche Notre-Dame-de-l’Assomption (Lage) | PM55000736    | Classé       | 1875  |      |
| Skulptur Heiliger Rochus                                   | Holz, farbig gefasst, 19. Jahrhundert                                                                   | in der Kirche Notre-Dame-de-l’Assomption (Lage) | PM55000423    | Classé       | 1961  |      |
| Skulptur Heilige Barbara                                   | Stein, farbig gefasst, 17. Jahrhundert                                                                  | in der Kirche Notre-Dame-de-l’Assomption (Lage) | PM55000422    | Classé       | 1961  |      |
| Zwei Skulpturen: Christus in der Rast und Madonna mit Kind | Stein, farbig gefasst, 17. Jahrhundert; im Musée de la Princerie in Verdun deponiert (Abbildung: Kopie) | in der Kirche Notre-Dame-de-l’Assomption (Lage) | PM55000416    | Classé       | 1907  |      |
| Pietà                                                      | Holz, farbig gefasst, 12. Jahrhundert                                                                   | in der Kirche Notre-Dame-de-l’Assomption (Lage) | PM55000417    | Classé       | 1907  |      |
| Epitaph für Jacques de Saint-Bossant                       | Kalkstein, bezeichnet 1609                                                                              | in der Kirche Notre-Dame-de-l’Assomption (Lage) | Référence     | Classé       | 1994  |      |
| Drei Skulpturen: Petrus, Paulus und ein Stifter            | Holz, farbig gefasst, bezeichnet 1432                                                                   | in der Kirche Notre-Dame-de-l’Assomption (Lage) | PM55000420    | Classé       | 1913  |      |
| Retabel-Tabernakel                                         | Eichenholz, ehemals farbig gefasst, um 1400                                                             | in der Kirche Notre-Dame-de-l’Assomption (Lage) | PM55002711    | Classé       | 2014  |      |
| Kanzel                                                     | Eichenholz, 18. Jahrhundert                                                                             | in der Kirche Notre-Dame-de-l’Assomption (Lage) | PM55002710    | Inscrit      | 2010  |      |